# الرنك
الرنك إحدى المدن الرئيسية التي تقع في شمال جنوب السودان بولاية أعالي النيل.

## المناخ
يظهر الجدول التالي التغييرات المناخية على مدار السنة لالرنك:
| البيانات المناخية لـالرنك          | البيانات المناخية لـالرنك | البيانات المناخية لـالرنك | البيانات المناخية لـالرنك | البيانات المناخية لـالرنك | البيانات المناخية لـالرنك | البيانات المناخية لـالرنك | البيانات المناخية لـالرنك | البيانات المناخية لـالرنك | البيانات المناخية لـالرنك | البيانات المناخية لـالرنك | البيانات المناخية لـالرنك | البيانات المناخية لـالرنك | البيانات المناخية لـالرنك |
| الشهر                              | يناير                     | فبراير                    | مارس                      | أبريل                     | مايو                      | يونيو                     | يوليو                     | أغسطس                     | سبتمبر                    | أكتوبر                    | نوفمبر                    | ديسمبر                    | المعدل السنوي             |
| ---------------------------------- | ------------------------- | ------------------------- | ------------------------- | ------------------------- | ------------------------- | ------------------------- | ------------------------- | ------------------------- | ------------------------- | ------------------------- | ------------------------- | ------------------------- | ------------------------- |
| الدرجة القصوى °م (°ف)              | 42.2 (108.0)              | 43.3 (109.9)              | 47.3 (117.1)              | 45.6 (114.1)              | 44.7 (112.5)              | 40.0 (104.0)              | 40.2 (104.4)              | 38.5 (101.3)              | 40.0 (104.0)              | 41.6 (106.9)              | 41.6 (106.9)              | 41.3 (106.3)              | 47.3 (117.1)              |
| متوسط درجة الحرارة الكبرى °م (°ف)  | 32.6 (90.7)               | 35.0 (95.0)               | 38.6 (101.5)              | 40.5 (104.9)              | 39.1 (102.4)              | 36.0 (96.8)               | 33.0 (91.4)               | 32.2 (90.0)               | 33.5 (92.3)               | 36.1 (97.0)               | 35.9 (96.6)               | 33.2 (91.8)               | 35.5 (95.9)               |
| المتوسط اليومي °م (°ف)             | 23.9 (75.0)               | 25.5 (77.9)               | 29.3 (84.7)               | 31.4 (88.5)               | 31.7 (89.1)               | 29.7 (85.5)               | 27.7 (81.9)               | 27.3 (81.1)               | 27.7 (81.9)               | 28.9 (84.0)               | 27.7 (81.9)               | 25.0 (77.0)               | 28.0 (82.4)               |
| متوسط درجة الحرارة الصغرى °م (°ف)  | 15.3 (59.5)               | 15.9 (60.6)               | 19.9 (67.8)               | 22.3 (72.1)               | 24.3 (75.7)               | 23.3 (73.9)               | 22.3 (72.1)               | 22.4 (72.3)               | 21.9 (71.4)               | 21.7 (71.1)               | 19.6 (67.3)               | 16.8 (62.2)               | 20.5 (68.9)               |
| أدنى درجة حرارة °م (°ف)            | 10.4 (50.7)               | 9.9 (49.8)                | 12.4 (54.3)               | 13.8 (56.8)               | 17.0 (62.6)               | 18.0 (64.4)               | 16.5 (61.7)               | 15.1 (59.2)               | 17.0 (62.6)               | 12.9 (55.2)               | 11.0 (51.8)               | 7.6 (45.7)                | 7.6 (45.7)                |
| الهطول مم (إنش)                    | 0.0 (0.0)                 | 0.0 (0.0)                 | 0.8 (0.03)                | 3.3 (0.13)                | 32.1 (1.26)               | 75.4 (2.97)               | 119.2 (4.69)              | 105.4 (4.15)              | 92.6 (3.65)               | 44.2 (1.74)               | 2.2 (0.09)                | 0.0 (0.0)                 | 475.2 (18.71)             |
| متوسط أيام هطول الأمطار (≥ 0.1 mm) | 0.0                       | 0.0                       | 0.3                       | 0.6                       | 3.0                       | 6.5                       | 9.7                       | 9.9                       | 7.5                       | 4.0                       | 0.3                       | 0.0                       | 41.8                      |
| متوسط الرطوبة النسبية (%)          | 35                        | 31                        | 25                        | 26                        | 38                        | 50                        | 65                        | 69                        | 65                        | 53                        | 36                        | 36                        | 44.1                      |
| ساعات سطوع الشمس الشهرية           | 297.6                     | 268.8                     | 282.1                     | 282.0                     | 263.5                     | 195.0                     | 167.4                     | 176.7                     | 192.0                     | 254.2                     | 291.0                     | 294.5                     | 2٬964٫8                   |
| نسبة وصول أشعة الشمس               | 84                        | 82                        | 76                        | 76                        | 68                        | 51                        | 43                        | 46                        | 53                        | 70                        | 84                        | 83                        | 68                        |
| المصدر: NOAA                       |                           |                           |                           |                           |                           |                           |                           |                           |                           |                           |                           |                           |                           |

## النشاط السكاني
- الزراعة.
- الصيد.
- رعي الأبقار.

1. ↑  GeoNames (بالإنجليزية), 2005, QID:Q830106
2. ↑  "Renk Climate Normals 1961–1990". الإدارة الوطنية للمحيطات والغلاف الجوي. مؤرشف من الأصل في 2022-03-08. اطلع عليه بتاريخ 2016-01-18.